# إميل ريس ياكوبسن
إميل ريس ياكوبسن (بالدنماركية: Emil Riis Jakobsen)‏ (24 يونيو 1998 في الدنمارك - ) هو لاعب كرة قدم دانمركي في مركز الهجوم. لعب مع في في في فينلو.

## وصلات خارجية
- إميل ريس ياكوبسن على موقع الاتحاد الأوربي (الإنجليزية)
- إميل ريس ياكوبسن على موقع قاعدة بيانات كرة القدم.إي يو (الإنجليزية)
- إميل ريس ياكوبسن على موقع Soccerbase.com (لاعب) (الإنجليزية)
- إميل ريس ياكوبسن على موقع Soccerway.com (الإنجليزية)
- إميل ريس ياكوبسن على موقع عالم كرة القدم.نت (الإنجليزية)

قالب:تشكيلة بريستون نورث ايند